# 11422 Alilienthal
11422 Alilienthal è un asteroide della fascia principale. Scoperto nel 1999, presenta un'orbita caratterizzata da un semiasse maggiore pari a 2,5480738 UA e da un'eccentricità di 0,1215838, inclinata di 3,18745° rispetto all'eclittica.